# Pomniki przyrody w powiecie przasnyskim
Pomniki przyrody powiatu przasnyskiego – na terenie powiatu występuje 56 pomników przyrody oraz 1 obszar chronionego krajobrazu w gminie Czernice Borowe.

## miastoPrzasnysz
- 6 dębów szypułkowych – teren Parku miejskiego przy ul. św. Stanisława Kostki

## gmina Przasnysz
- 2 dęby szypułkowe i 4 lipy drobnolistne w parku podworskim w Karwaczu
- 1 lipa drobnolistna w Dębinach

## gminaChorzele
- 1 sosna pospolita w Leśnictwie Rycice
- dąb szypułkowy i lipa drobnolistna przy kościele w Zarębach
- 2 modrzewie europejskie w Leśnictwie Lipowiec,
- 10 modrzewi europejskich w Leśnictwie Jarzynny Kierz
- głaz narzutowy we wsi Duczymin
- grupa jałowca pospolitego (3 arów) w Leśnictwie Zaręby

## gminaKrzynowłoga Mała
- 6 głazów narzutowych w miejscowościach Romany, Sebory, Romany-Janowięta, Chmieleń Wielki, Krajewo-Kłódki, Czaplice-Kurki

## gminaJednorożec
- 3 drzewa pojedyncze – modrzew europejski, sosna pospolita, dąb szypułkowy w Leśnictwie Olszewka

## gminaCzernice Borowe
- 2 dęby szypułkowe w parku podworskim w Rostkowie
- klon srebrzysty w parku podworskim w Chojnowie
- 4 lipy drobnolistne we wsi Górki
- 2 jesiony wyniosłe w Parku podworskim w Chojnowie
- 2 dęby szypułkowe w Leśnictwie Chojnowo

## gminaKrasne
- 1 lipa drobnolistna we wsi Brzozówek
- 1 lipa drobnolistna w Krasnem przy kościele